# Jan Nikodem Łopaciński
 Jan Nikodem Łopaciński herbu Lubicz (ur. 15 września 1747 w Sarii, zm. 13 października 1810 w Szarkowszczyźnie) – starosta mścisławski od 1767. 

## Życiorys
Pochodził z linii wojewódzkiej Łopacińskich. Syn wojewody brzeskolitewskiego Mikołaja Tadeusza i Barbary z Kopciów, córki pisarza w. litewskiego Michała Antoniego i Anny z Naramowskich. Brat m.in. biskupa Józefa Leona i Kazimiery za pisarzem skarbowym litewskim Justynianem Niemirowiczem-Szczyttem. 
Dwukrotnie żonaty. W 1770 r. w Wilnie poślubił Helenę Wiktorię z ks. Ogińskich, córkę starosty dorsuniskiego ks. Józefa Ogińskiego i Antoniny z Białłozorów. Po śmierci żony ożenił się powtórnie z wdową po ks. Ignacym Ogińskim, Józefą Zofią z ks. Ogińskich, córką wojewody Andrzeja Ignacego Ogińskiego i Pauli z Szembeków I v. Łubieńskiej II v. Potockiej. Józefa była rodzoną siostrą kompozytora Michała Kleofasa Ogińskiego.
W 1766 wicemarszałek Trybunału Głównego Wielkiego Księstwa Litewskiego, w 1768 poseł z Mścisławskiego, w 1781 ponownie deputat do trybunału. W 1778 odznaczony Orderem Świętego Stanisława, a w 1787 Orderem Orła Białego. W 1791 pod Leonpolem postawił kolumnę na cześć Konstytucji 3 Maja. Założyciel manufaktury tkackiej w Leonpolu. Zajmował się grawerowaniem, malarstwem i rzeźbiarstwem, był mecenasem sztuki i kolekcjonerem. Późniejszy okres życia spędził w swoim majątku w Szarkowszczyźnie.
Założyciel odnogi szarkowskiej Łopacińskich.

## Linki zewnętrzne

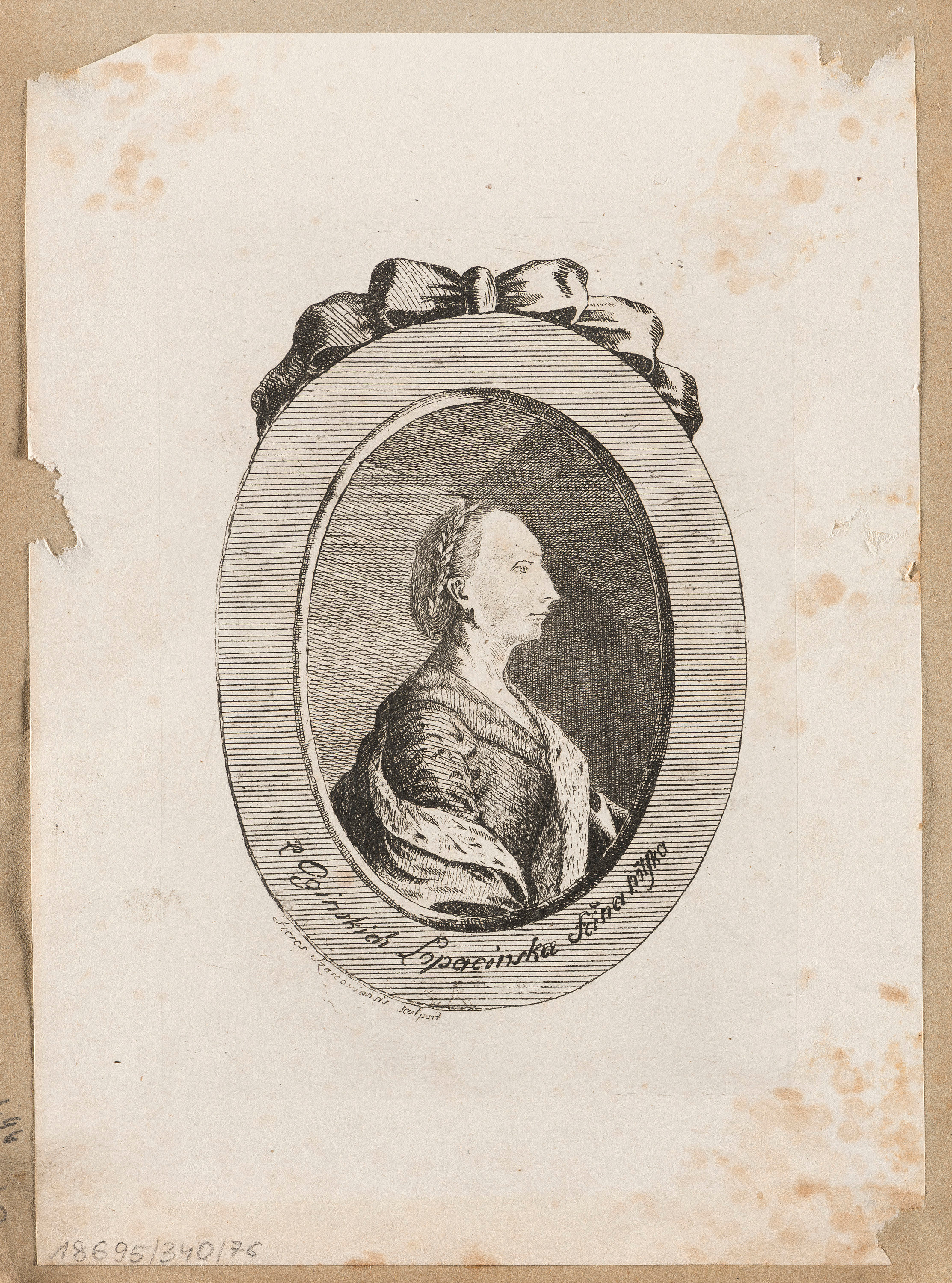
II żona J.N.Łopacińskiego, Józefa z Ogińskich